# قطعنامه ۶۱۹ شورای امنیت
قطعنامه ۶۱۹ شورای امنیت سازمان ملل متحد که در تاریخ ۰۹ اوت ۱۹۸۸ یا ۱۸ مرداد ۱۳۶۷ تصویب شد، سندی بین‌المللی دربارهٔ ایران-عراق است. این قطعنامه طی نشست ۲۸۲۴ام با ۱۵ رای موافق، ۰ مخالف و ۰ ممتنع تصویب شد.

## محتوای قطعنامه
این قطعنامه پس از یادآوری قطعنامه ۵۹۸ و تأیید گزارش دبیرکل خاویر پرز دو کوئلار در مورد اجرای بند ۲ قطعنامه ۵۹۸ صادر شد.
شورا تصمیم گرفت که گروه ناظر نظامی ایران و عراق سازمان ملل متحد را برای یک دوره اولیه شش‌ماهه برای نظارت بر آتش‌بس بین ایران و عراق در پایان درگیری ایجاد کند.

## بند ۲ قطعنامه ۵۹۸
شورای امنیت سازمان ملل متحد از دبیر کل خواست تا نیروهایی را برای نظارت بر آتش بس بین ایران و عراق و آزادی اسیران جنگی اعزام کند . 